# Lac de Maharloo

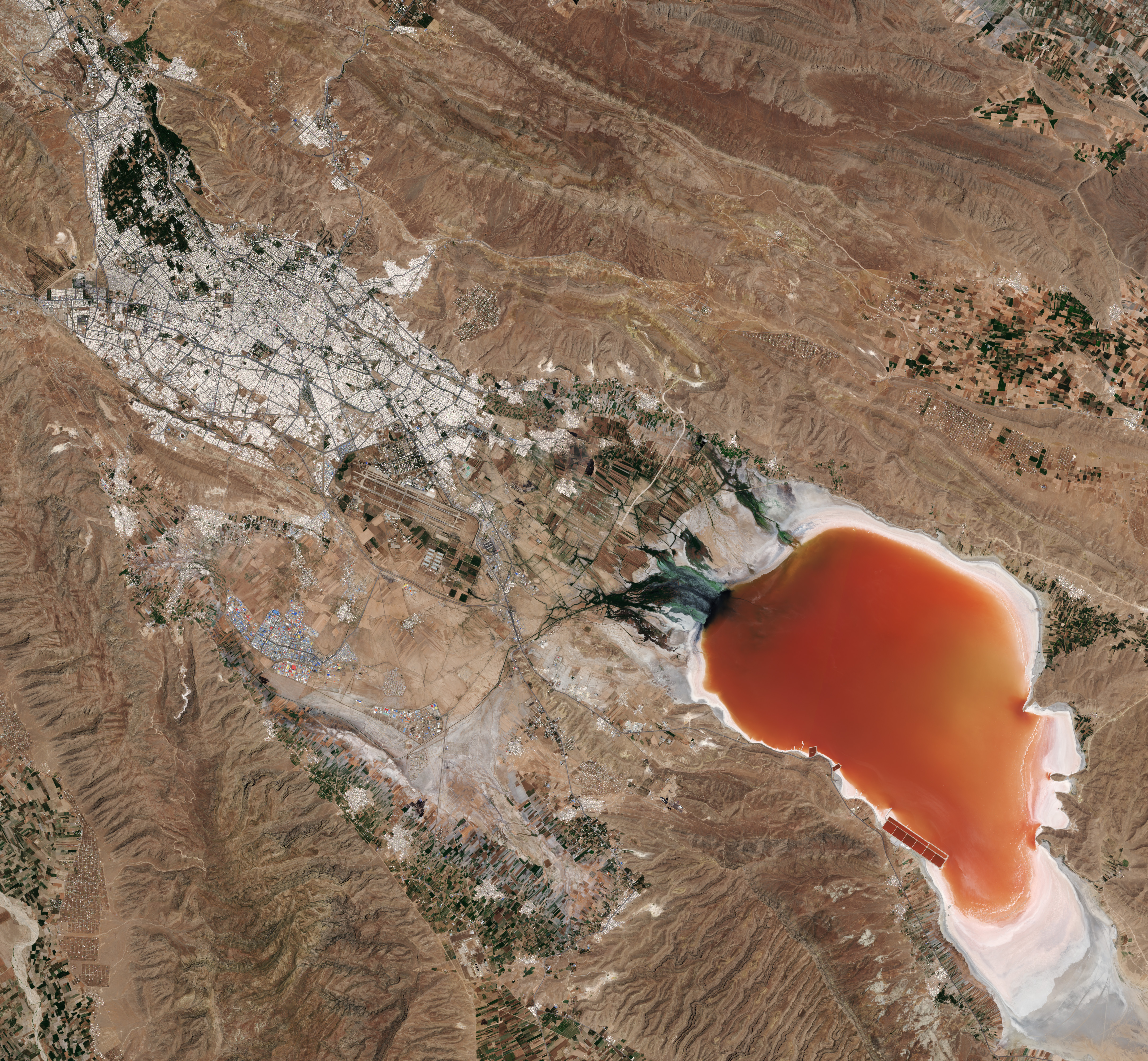
Le lac Maharloo, un lac de sel saisonnier en Iran, sur une photo de la mission Sentinel-2 de Copernicus.
L’eau comprend une variété d’organismes affichant des couleurs allant du rose à l’orange au rouge, la force de la couleur variant selon les périodes de l’année. Généralement, plus le lac est profond, plus les couleurs de l’eau sont sombres. Sur cette image, capturée en juin 2019, le lac apparaît en orange foncé, ce qui signifie qu'il est très peu profond mais contient encore de l’eau. Il sera complètement à sec quelques jours plus tard. Comme c’est le cas pour de nombreux lacs désertiques, le sel lavé dans les montagnes avoisinantes s’accumule et peut être vu dans l’image comme une croûte blanche le long des côtes. Dans certaines parties du lac, des installations d’extraction de sel ont été construites, visibles le long de la rive sud. Chiraz, visible en haut à gauche de l’image, est la quatrième ville d’Iran la plus peuplée. L’aéroport Shahid Dastghaib de Chiraz se voit juste au sud de la ville.

Le lac de Maharloo (persan : دریاچه مهارلو) est un lac salé situé à 27 kilomètres au sud-est de Chiraz, en Iran.